# Pyrrhopoda elegans
Espèce
Synonymes
- Coptomia discipennis (Fairmaire, 1903)
- Coptomia elegans (Waterhouse, 1879)
- Pyrrhopoda basalis (Kraatz, 1893)
- Pyrrhopoda caeruleostriata (Kraatz, 1893)
- Pyrrhopoda coeruleostriata (Kraatz, 1893)
- Pyrrhopoda cyanea (Kraatz, 1893)
- Pyrrhopoda flavipennis (Kraatz, 1893)
- Pyrrhopoda marginipennis (Kraatz, 1893)
- Pyrrhopoda obscurata (Kraatz, 1893)
- Pyrrhopoda pallidipennis (Kraatz, 1893)
- Pyrrhopoda plagiata (Kraatz, 1893)
- Pyrrhopoda quadrimaculata (Kraatz, 1893)
- Pyrrhopoda strigipennis (Kraatz, 1893)
- Pyrrhopoda vittipennis (Kraatz, 1893)

Pyrrhopoda elegans est une espèce d'insectes coléoptères de la famille des Scarabaeidae, de la sous-famille des Cetoniinae, de la tribu des Stenotarsiini et de la sous-tribu des Coptomiina. On la trouve à Madagascar.